# Melidectes
Melidectes – rodzaj ptaków z rodziny miodojadów (Meliphagidae).

## Rozmieszczenie geograficzne
Rodzaj obejmuje gatunki występujące na Nowej Gwinei.

## Morfologia
Długość ciała 21–32 cm; masa ciała 25–97 g.

## Systematyka
Rodzaj zdefiniował w 1874 roku angielski zoolog Philip Lutley Sclater w artykule zatytułowanym Cechy nowych gatunków ptaków odkrytych w Nowej Gwinei przez Signora d’Albertisa, opublikowanym w czasopiśmie „Proceedings of the Zoological Society of London”. Gatunkiem typowym jest (oznaczenie monotypowe) dziwook ozdobny (Melidectes torquatus).

### Nazewnictwo
- Melidectes: gr. μελι meli, μελιτος melitos ‘miód’; δεκτης dektēs ‘osoba, która gryzie’, od δηκω dēkō ‘gryźć’[5].
- Melirrhophetes: gr. μελι meli, μελιτος melitos ‘miód’; ῥοφητος rhophētos ‘wypić coś’, od ῥοφεω rhopheō ‘szybko pić’[6]. Gatunek typowy (późniejsze oznaczenie)[7]: Melirrhophetes leucostephes A.B. Meyer, 1874.

### Podział systematyczny
Do rodzaju należą następujące gatunki:
- Melidectes torquatus P.L. Sclater, 1874 – dziwook ozdobny
- Melidectes leucostephes (A.B. Meyer, 1874) – dziwook białoczelny
- Melidectes ochromelas (A.B. Meyer, 1874) – dziwook łupkowy
- Melidectes foersteri (Rothschild & E. Hartert, 1911) – dziwook koralowy
- Melidectes belfordi (De Vis, 1890) – dziwook modrolicy
- Melidectes rufocrissalis  (Reichenow, 1915) – dziwook żółtobrewy